# Xhemal Pascha Zogolli

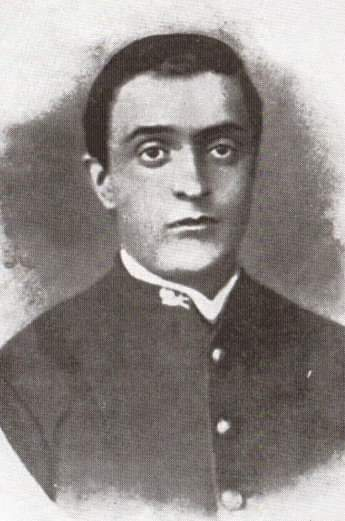
Xhemal Pascha Zogolli

Xhemal Pascha Zogolli (dʒɛmal paʃa zɔɡu; geboren 1860 im Schloss Burgajet oder in Konstantinopel, gestorben 1911), auch bekannt als Dschamal Pascha Zogolli (von türkisch Cemal Pasa Zogoglu), war der Erbliche Gouverneur von Mat im damals osmanischen Albanien sowie der Vater von König Zog I. von Albanien aus dem Haus Zogu.
Er war der dritte Sohn von Xhelal Pascha Zogollis. Er wurde privat ausgebildet und wurde nach dem Tod seines älteren Bruders Riza Erblicher Gouverneur von Mati.
Er heiratete seine Cousine Zenja Malika Chanum (Melek Hanem, 1860–1884) 1880 in Mati. Nachdem diese bei der Geburt ihres Kindes gestorben war, heiratete er  1887 in Mati Sadiye Chanum (Sadijé Hanem). Ihr Titel wurde später in Nëna Mbretëreshë i Shqiptarëvet („Königinmutter aller Albaner“) umgeändert.
Er war in die Vorbereitung der für Juni 1903 geplante Erhebung gegen die Osmanen involviert, welche allerdings dann doch nicht stattfand. Seine Söhne waren Xhelal Bey Zogu aus erster Ehe, ein Kind aus seiner zweiten Ehe, das früh starb, sowie Ahmet Zogu.
Seine Töchter waren die Prinzessinnen (Princeshë) Adila, Nafisa, Xenia, Muza Jan, Ruqiya und Majida.